# Haraszti Elvira
Haraszti Elvira (névváltozataː Haraszti Elli; Budapest, 1994. november 17. –) magyar színésznő, énekesnő.

## Életpályája
Budapesten született. 12 évesen kezdett énekelni, és megismerni a színészet alapjait. 2010-2014 között a csepeli Jedlik Ányos Gimnáziumban tanult. Érettségi után Kaposváron lótenyésztő agrármérnöknek tanult egy évig, azonban még is az éneklés mellett döntött. A Bartók Béla Konzervatóriumban eltöltött szintén egy évet, majd felvételt nyert a győri Széchenyi István Egyetem klasszikus ének szakára. Ezzel párhuzamosan elkezdte tanulmányait a Pesti Broadway Stúdióban is, ahol 2022-ben végzett. 2019-től játszik a Fedák Sári Színházban. A Budapesti Operettszínház és a Madách Színház előadásai mellett, több vidéki színházban is látható.

## Színházi szerepei

### Budapesti Operettszínház
- Hegedűs a háztetőn (Cejtel)

### Madách Színház
- Az operaház fantomja (Christine Daaé)[8][9]
- Pretty woman (Micsoda nő!) (Violetta, operaénekesnő)
- A nyomorultak (Cosette)

### Veszprémi Petőfi Színház
- Mozartǃ (Aloysia Weber)
- LéviStory (Maila, Levi húga)
- Anconai szerelmesek (Dorina)

### Egyéb
- Sissi, a magyar királyné (Latkóczi Ida, Monarchia Operett)
- Csárdáskirálynő (Stázi, Rátonyi Róbert Színház)
- Egy csók és más semmi (Teca, Bartók Kamaraszínház)[10]
- Leányvásár (Bessy, Fedák Sári Színház)
- Marica grófnő (Liza, Rátonyi Róbert Színház)[11]
- A cirkuszhercegnő (Miss Mabel Gibson, Fedák Sári Színház)[12]
- Apostol musical avagy nem tudok élni nélküled (Ági, szállodamenedzser, Tibor felesége, Pesti Broadway Alapítvány)
- Gianni Schicchi opera (Kecskeméti Katona József Színház)